# 8944 Ortigara
8944 Ortigara (1997 BF9) là một tiểu hành tinh vành đai chính được phát hiện ngày 30 tháng 1 năm 1997 bởi U. Munari và M. Tombelli ở Cima Ekar. Tên của nó xuất phát từ Mount Ortigara, located gần Đài thiên văn vật lý thiên văn Asiago, is one of the highest peaks in the Asiago Tableland và was the Vị trí của one of the most famous và bloodiest alpine battles thuộc Chiến tranh thế giới thứ nhất.